# Heartless (Kanye West)
Heartless è un singolo del rapper statunitense Kanye West, pubblicato il 5 novembre 2008 come secondo estratto dal quarto album in studio 808s & Heartbreak.

## Descrizione
West nel suo quarto album in studio 808s & Heartbreak e in particolare in questo brano ha utilizzato l'Audio signal processing per la voce, noto come Auto-Tune. West aveva già sperimentato l'Auto-Tune nel suo album di debutto, The College Dropout, per la voce di sottofondo di Jesus Walks e Never Let Me Down. A detta dell'artista il dispositivo è stato utilizzato per creare un suono unico che potesse aiutarlo esprimere i suoi sentimenti di allora, fortemente turbati per colpa della sua separazione con la fidanzata Alexis Phifer, e mesi dopo la prematura scomparsa di sua madre.
Heartless è stata descritta dalla critica specializzata come una ballata pop con influenze hip-hop e R&B.
Il brano è stato scritto e prodotto dallo stesso Kanye West, con la collaborazione di No I.D., Kid Cudi e Malik Jones.

## Tracce
Promo CD Single Roc-A-Fella KWHEARTCDP1 (UMG)
1. Heartless – 3:31

CD single Universal 06025 1796889 (UMG)
1. Heartless (Album version) – 3:31
2. Heartless (Instrumental) – 3:30

## Successo commerciale
Il singolo debuttò alla quarta posizione nella classifica statunitense, vendendo circa 201 000 copie nella sua prima settimana, per poi uscire dalla top 10 per due mesi, e infine raggiungendo la seconda posizione a la metà febbraio del 2009. Invece il brano giunse sino alla vetta della Billboard Hot Rap Tracks.
Il brano ha venduto complessivamente oltre 5 milioni di copie in patria e oltre 5.5 milioni di copie mondialmente, divenendo uno dei singoli più venduti della storia.

## Classifiche
| Classifica (2008-24) | Posizione massima |
| -------------------- | ----------------- |
| Australia            | 40                |
| Austria              | 57                |
| Belgio               | 40                |
| Canada               | 8                 |
| Danimarca            | 18                |
| Grecia               | 34                |
| Germania             | 37                |
| Irlanda              | 10                |
| Nuova Zelanda        | 6                 |
| Paesi Bassi          | 20                |
| Regno Unito          | 10                |
| Slovacchia           | 46                |
| Stati Uniti          | 2                 |
| Svezia               | 17                |
| Svizzera             | 46                |
| Turchia              | 2                 |
| Ungheria             | 36                |

## Altre versioni
Nel 2009 sono state realizzate due cover da Kris Allen e dai Fray.

### Versione dei Fray
Il 14 settembre 2009 il gruppo musicale statunitense The Fray ha realizzato una cover del brano includendola nel loro album in studio The Fray.